# ملعب طحنون بن محمد
ملعب طحنون بن محمد هو ملعب متعدد الاغراض في مدينة العين، الإمارات العربية المتحدة. غالباً ما يستخدم لمباريات كرة القدم. وهو من بين الملعبين الرئيسيين لنادي العين إلى جانب ملعب الشيخ خليفة الدولي. يتسع الملعب لجلوس نحو 15,000 متفرج وقد بني في عام 1987.